# ぽいぽいぽいぽぽいぽいぽぴー
「ぽいぽいぽいぽぽいぽいぽぴー」は日本のエンターテインメント集団あやまんJAPANの楽曲である。彼女らのデビュー・シングルとして2010年12月1日によしもとアール・アンド・シーより発売された。

## 背景
2010年10月12日に公開された情報サイト『メンズサイゾー』とのインタビューで、CDを発売する事を公表した。同年10月27日によしもとアール・アンド・シーによる公式サイトで、CDの発売情報が公式発表された。
2016年6月16日放送の『ヨソで言わんとい亭〜ココだけの話が聞ける（秘）料亭〜』でのあやまん監督の発言によれば、着うたや着ボイスなど、累計で約80万ダウンロードに達したという。

## 曲と歌詞
本作は木村由姫の2000年発売のシングルで、テレビドラマ「花村大介」の主題歌となった「LOVE & JOY」の「DJ OZMAバージョン」を原曲とする替え歌である。歌詞はテレビ番組やライブで披露しているのとCD版とでは、若干異なる。例えば、本来は福原愛（1番）、はるな愛（2番）、宮里藍（3番）が登場するのだが、CD版では、はるなからしか許可が得られなかったため福原（掛け声の「サー」を言う）と宮里（歌いかけて止める）は登場していない。CD版の歌詞においても「大人の事情」という言葉で示唆されている。

## 批評
『CDジャーナル』は、「怒涛の下ネタ吹き荒れるスーパー・アッパー・チューン」と批評した。

## チャート成績
2010年11月16日付けの日本レコード協会による着うたフルのダウンロード数を集計したRIAJ有料音楽配信チャートで初登場34位。それから17週に亘って100位内に入った後、2011年4月5日付けで最高3位を記録した。2010年12月11日付けのオリコンデイリーチャートで10位、12月13日付けの週間チャートで初登場及び最高42位を記録。

## 収録曲
| #         | タイトル                         | 作詞          | 作曲             | 時間 |
| --------- | -------------------------------- | ------------- | ---------------- | ---- |
| 1.        | 「ぽいぽいぽいぽぽいぽいぽぴー」 | あやまんJAPAN | Annie Lindemberg | 3:22 |
| 2.        | 「ぽいぽい体操」                 | あやまんJAPAN | Annie Lindemberg | 2:39 |
| 合計時間: | 合計時間:                        | 合計時間:     | 合計時間:        | 6:01 |

| #  | タイトル                                         | 作詞 | 作曲・編曲 | 監督 |
| -- | ------------------------------------------------ | ---- | ---------- | ---- |
| 1. | 「ぽいぽいぽいぽぽいぽいぽぴー」(ビデオクリップ) |      |            |      |
| 2. | 「ぽいぽい体操」(特典映像)                       |      |            |      |

## チャート
| チャート（2010年）       | 最高 順位 |
| ------------------------ | --------- |
| オリコン週間             | 42        |
| RIAJ有料音楽配信チャート | 11        |

## 発売日一覧
| 地域 | 情報           | 規格                     |
| ---- | -------------- | ------------------------ |
| 日本 | 2010年10月27日 | 着信音                   |
| 日本 | 2010年11月10日 | 携帯電話端末向けフル配信 |
| 日本 | 2010年12月1日  | CD                       |